# Kongruencja (algebra)
Kongruencja a. przystawanie – relacja równoważności określona w danym systemie algebraicznym. Jedną z najbardziej znanych kongruencji jest przystawanie liczb całkowitych.

## Wprowadzenie
W algebrze wprowadza się pojęcie jądra homomorfizmu będące dalekim uogólnieniem rozwiązań równania opisywanego przez ten homomorfizm. Jest to naturalnie pojawiające się pojęcie w teorii grup: jądra homomorfizmu danej grupy w inną mają swoją własną nazwę – podgrupa normalna albo dzielnik normalny. Podobnie w teorii pierścieni jądro homomorfizmu danego pierścienia w inny nazywa się ideałem tego pierścienia. Istotą pojęć podgrupy normalnej i ideału jest to, że dla danej grupy czy pierścienia całkowicie wyznaczają one obraz tego homomorfizmu.
Pojęcie jądra homomorfizmu danej grupy (a więc także jej podgrupy normalnej) umożliwia zdefiniowanie „ilorazu” danej grupy przez to jądro (przez jej podgrupę normalną), który sam jest grupą o identycznej strukturze, co obraz homomorfizmu tej grupy – jest to tzw. grupa ilorazowa; podobnie ma się rzecz dla jąder homomorfizmów pierścieni (czyli ich ideałów), gdzie rozważa się tzw. pierścienie ilorazowe. O tożsamości (izomorficzność) struktury ilorazowej i obrazu danego homomorfizmu mówi twierdzenie o izomorfizmie.
Opisana wyżej dla grup i pierścieni sytuacja jest szczególna: nie istnieje pojęcie jądra dla ogólnych systemów algebraicznych albo, jak ma to miejsce w przypadku półgrup (z jedynką), naturalnie zdefiniowane jądro homomorfizmu nie wyznacza jednoznacznie relacji równoważności wiążącej dwa elementy pierścienia wtedy i tylko wtedy, gdy ich obrazy homomorficzne są sobie równe (jedna z definicji jądra). Zawsze jednak można na podstawie tej relacji odtworzyć jądro danego homomorfizmu. Zastąpienie pojęcia jądra pojęciem wyżej opisanej relacji równoważności umożliwia rozszerzenie wyników obowiązujących w grupach i pierścieniach na dowolne systemy algebraiczne. W szczególności możliwe jest sformułowanie twierdzenia o izomorfizmie systemów algebraicznych będących obrazami danych homomorfizmów o identycznych relacjach równoważności opisanych jak wyżej.

## Definicja
Relację równoważności {\displaystyle \equiv } określoną na zbiorze {\displaystyle S,} na którym istnieje pewna struktura algebraiczna, nazywa się kongruencją lub przystawaniem, gdy jest ona zgodna z jego działaniami – dla dowolnego (dwuargumentowego) działania {\displaystyle \star } tego systemu i dowolnych jego elementów {\displaystyle a,b,c,d} spełniony jest warunek:
{\displaystyle a\equiv b\land c\equiv d\Rightarrow a\star c\equiv b\star d.}

## Własności
Kongruencja na {\displaystyle S} jest relacją równoważności {\displaystyle \equiv _{\varphi }} zdefiniowaną wzorem
{\displaystyle a\equiv _{\varphi }b\Leftrightarrow \varphi (a)=\varphi (b),}
gdzie {\displaystyle \varphi } jest homomorfizmem {\displaystyle S.}
Niech {\displaystyle S,T,U} będą systemami algebraicznymi i niech dane będą epimorfizmy {\displaystyle \varphi :S\to T} i {\displaystyle \psi :S\to U.} Jeśli relacja {\displaystyle \equiv _{\varphi }} pokrywa się z relacją {\displaystyle \equiv _{\psi },} to istnieje dokładnie jeden taki izomorfizm {\displaystyle \iota :T\to U,} że {\displaystyle \iota \varphi =\psi .}
Określając w zbiorze ilorazowym {\displaystyle S/\!\equiv _{\varphi }} dla każdego działania {\displaystyle *} systemu {\displaystyle S} działanie {\displaystyle *}
{\displaystyle [a]_{\varphi }*[b]_{\varphi }=[a\star b]_{\varphi }}
wprowadza się w nim strukturę ilorazowego systemu algebraicznego (algebry ilorazowej). Ma on strukturę izomorficzną z systemem {\displaystyle T} będącym obrazem systemu {\displaystyle S} w przekształceniu {\displaystyle \varphi } (por. twierdzenia o izomorfizmie dla algebr).

## Przykłady
Konstrukcja ta pojawia się:
- w teorii grup przy definiowaniu grup ilorazowych,
- w teorii pierścieni przy określaniu pierścieni ilorazowych,
- w algebrze liniowej przy wprowadzaniu przestrzeni ilorazowych (modułów ilorazowych).

W szczególności są to:
- arytmetyka modularna,
- konstrukcja Grassmana liczb całkowitych,
- ciało liczb wymiernych (powstałe z liczb całkowitych) lub ogólniej: ciało ułamków dowolnego pierścienia całkowitego.